# Orghidaniella granpiedrae
Genre
Espèce
Orghidaniella granpiedrae, unique représentant du genre Orghidaniella, est une espèce d'opilions laniatores de la famille des Agoristenidae.

## Distribution
Cette espèce est endémique de la province de Santiago de Cuba à Cuba. Elle se rencontre vers Santiago de Cuba sur le Gran Piedra.

## Description
Le mâle holotype mesure 4,20 mm.

## Étymologie
Son nom d'espèce lui a été donné en référence au lieu de sa découverte, le Gran Piedra.
Ce genre est nommé en l'honneur de Traian Orghidan.

## Publication originale
- Avram, 1977 : « Recherches sur les Opilionides de Cuba. IV. Genres et espèces nouveaux d’Agoristeninae (Agoristenidae, Gonyleptomorphi). » Résultats des expéditions biospéologiques cubano-roumaines à Cuba, vol. 2, p. 137–143.